# Kaolak River
Der Kaolak River ist der etwa 112 km lange linke Quellfluss des Kuk River im Bereich der North Slope im Nordwesten des US-Bundesstaats Alaska.

## Flusslauf
Der Kaolak River entspringt 114 km südsüdwestlich von Wainwright in einem niedrigen Höhenrücken nördlich des Utukok River auf einer Höhe von etwa 100 m. Der Kaolak River fließt in überwiegend nordnordöstlicher Richtung durch die Tundralandschaft der arktischen Küstenebene. Der größte Nebenfluss des Kaolak River bildet der bei Flusskilometer 36 von rechts einmündende Omikmuktusuk River. Der Kaolak River trifft schließlich auf den von Osten heranströmenden Avalik River und vereinigt sich mit diesem zum Kuk River.

## Einzugsgebiet
Der Kaolak River entwässert ein Areal von etwa 1820 km². Das Einzugsgebiet reicht im Süden bis wenige Meter an den Mittellauf des Utukok River heran. Ein niedriger Höhenrücken bildet entlang des rechten Flussufers des Utukok River die Wasserscheide. Das Einzugsgebiet des Kaolak River grenzt im Osten an das des Ketik River, im Süden und im Südwesten an das des Utukok River sowie im Westen und im Nordwesten an das des Ivisaruk River. Das Einzugsgebiet des Kaolak River liegt vollständig innerhalb der National Petroleum Reserve in Alaska.

## Namensgebung
Der aus der Eskimo-Sprache stammende Flussname wurde 1924 vom U.S. Geological Survey (USGS) gemeldet.